# Callao (metrostation)
Callao is een metrostation in het stadsdeel Centro van de Spaanse hoofdstad Madrid dat werd geopend op 15 juli 1941. De naam van het station en het bovenliggende plein verwijzen naar een slag in 1866 bij de Peruviaanse havenplaats Callao waarvan zowel Spanje als Peru zichzelf als overwinnaar ziet. 

## Geschiedenis
De eerste twee metrolijnen bleken een succes en in 1934 werd de aanbesteding van een derde metrolijn langs Puerta del Sol opengesteld. De werkzaamheden begonnen in de zomer van 1934 waarbij veel hinder van het grondwater werd ondervonden. Het zuidelijke deel tussen Sol en Embajadores werd op 9 augustus 1936 geopend. Het noordelijke deel, waaronder Callao, werd pas na de Spaanse Burgeroorlog op 15 juli 1941 geopend. 
De lijn volgt zo veel mogelijk het stratenpatroon en ligt tussen Sol en Callao onder de Calle de Preciados, ten westen van het station ligt de lijn onder de Gran Vía. De beide straten liggen niet in elkaars verlengde en de perrons van lijn 3 liggen dan ook in een flauwe bocht onder de Plaza de Callao. De perrons waren bij de opening 60 meter lang, hetgeen voldoende was voor de destijds gebruikte metrostellen met drie bakken. 
In 1961 werd een voorstadslijn, de FCS, geopend tussen de zuidelijke voorstad Carabanchel en de Plaza de España. Deze lijn was geen onderdeel van de metro en het metrobedrijf bouwde een eigen lijn tussen Carabanchel en de stad. Deze lijn 5 werd geopend op 5 juni 1968 met Callao als eindpunt in de binnenstad. De perrons van lijn 5 werden meteen gebouwd met een lengte van 90 meter. Op 26 februari 1970 werd lijn 5 verder naar het oosten doorgetrokken en was Callao niet langer een eindpunt.  

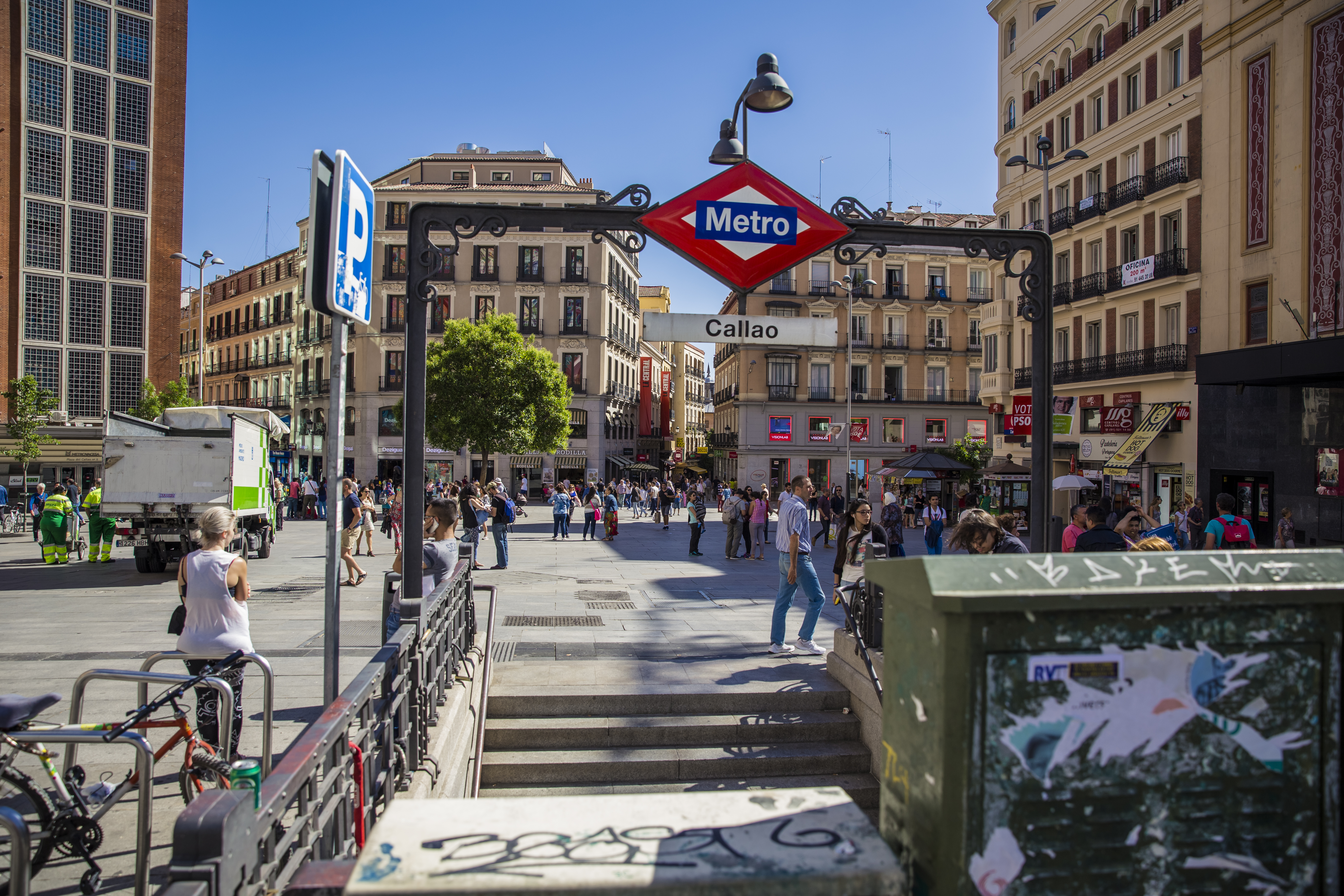
De ingang midden op het plein
Ligging van de metrolijnen onder de Plaza de Callao

## Ligging en inrichting
Omdat de tunnel van lijn 3 ondiep ligt werd de gezamenlijke stationshal voor beide lijnen op niveau -2 aan de noordzijde van het plein naast het spoor voor de metro's richting Sol gebouwd. De oorspronkelijke toegangstunnel op niveau -1, tussen het plein en het tunneldak, wordt sindsdien gebruikt als verbinding tussen de stationshal en het perron voor de metro's naar het westen. De tunnel van lijn 5 ligt op niveau -3 onder die van lijn 3. De perrons van lijn 3 werden in de periode 2004-2006 aan de westkant verlengd tot 90 meter. Tijdens deze verbouwing zijn de wanden van de gangen en de perrons allemaal, ook die langs lijn 5, bekleed met panelen in de lijnkleur (banaangeel) van lijn 3. Al wordt de bekleding van de verbindingsgang tussen spoor 2 en lijn 5 afhankelijk van de actuele reclamecampagne aangepast.
Naast de hoofdingang, met trappen en een lift, op het plein zijn er nog vier andere toegangen. Twee liggen aan de Gran Vía, de noordelijke toegang bij het Palacio de la Prensa en de oostelijke bij de Cine Avenida vlak ten oosten van het plein. De derde ligt in het winkelcentrum en is alleen tijdens de openingstijden daarvan in gebruik. De vierde, met lift en trappen, ligt op de kop van de Calle de Jacometrezo. Deze laatste is opgetrokken toen het station rolstoeltoegankelijk werd gemaakt. Het toegangsgebouw daar is omstreden omdat het qua bouwstijl, een glazen doos, afwijkt van de andere toegangen en de omliggende bebouwing. Onder deze toegang is een tweede stationshal gebouwd. Deze stationshal geeft rolstoelgebruikers toegang tot de perrons.  

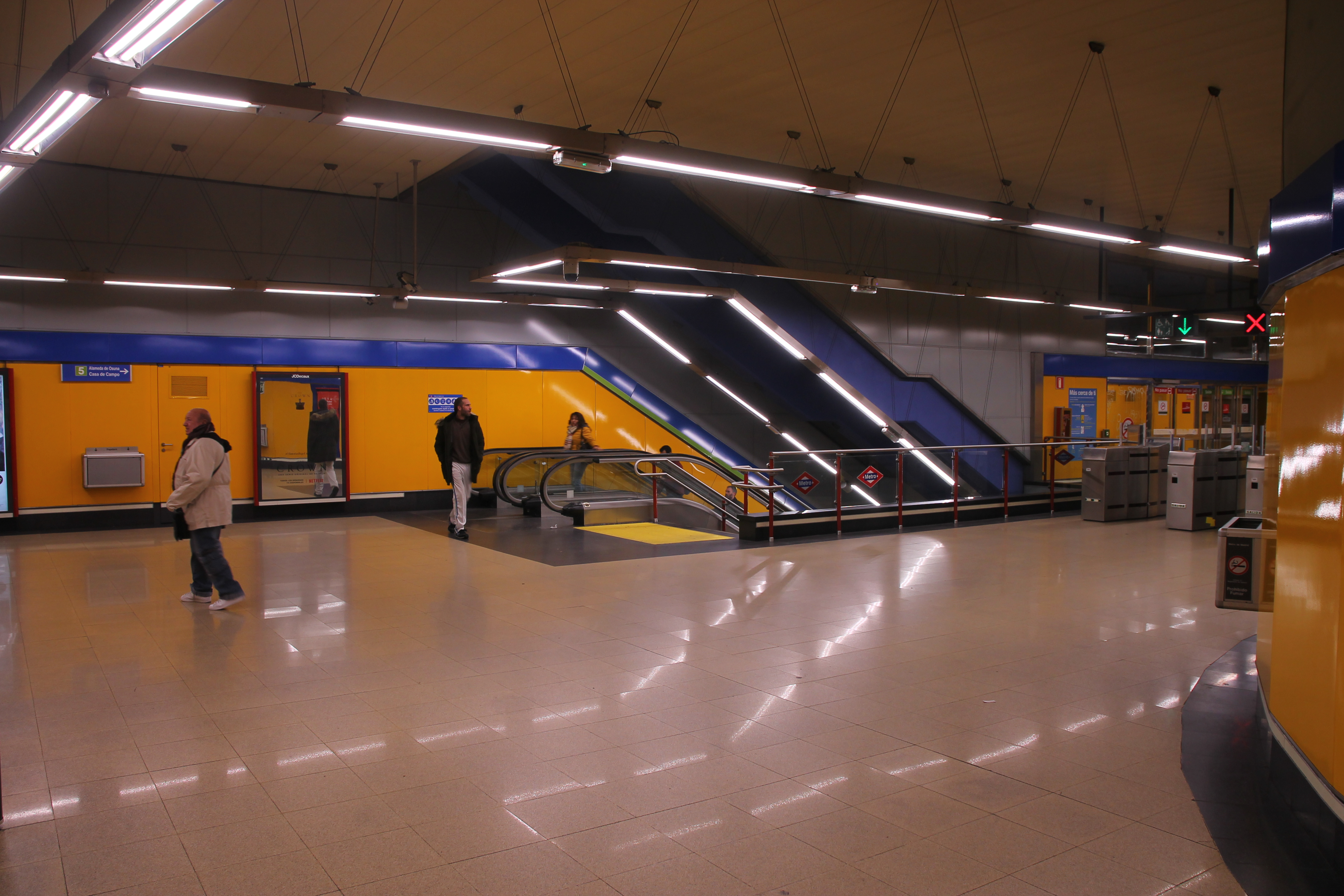
De stationshal onder de Calle de Jacometrezo in 2016
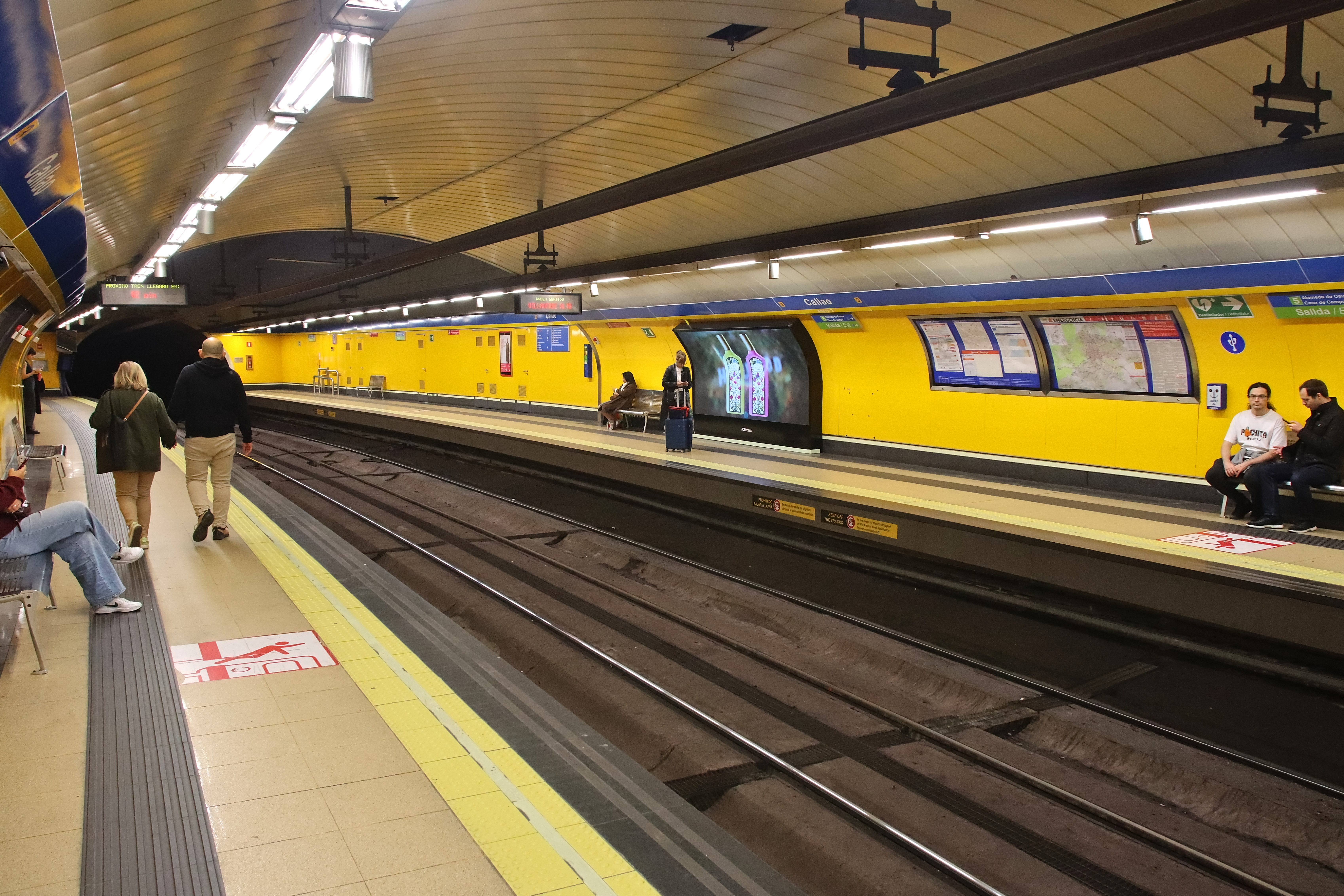
Sporen en perrons van lijn 3, vooraan het gewelf uit 1941 daarachter de verlenging in de kuipconstructie uit 2004
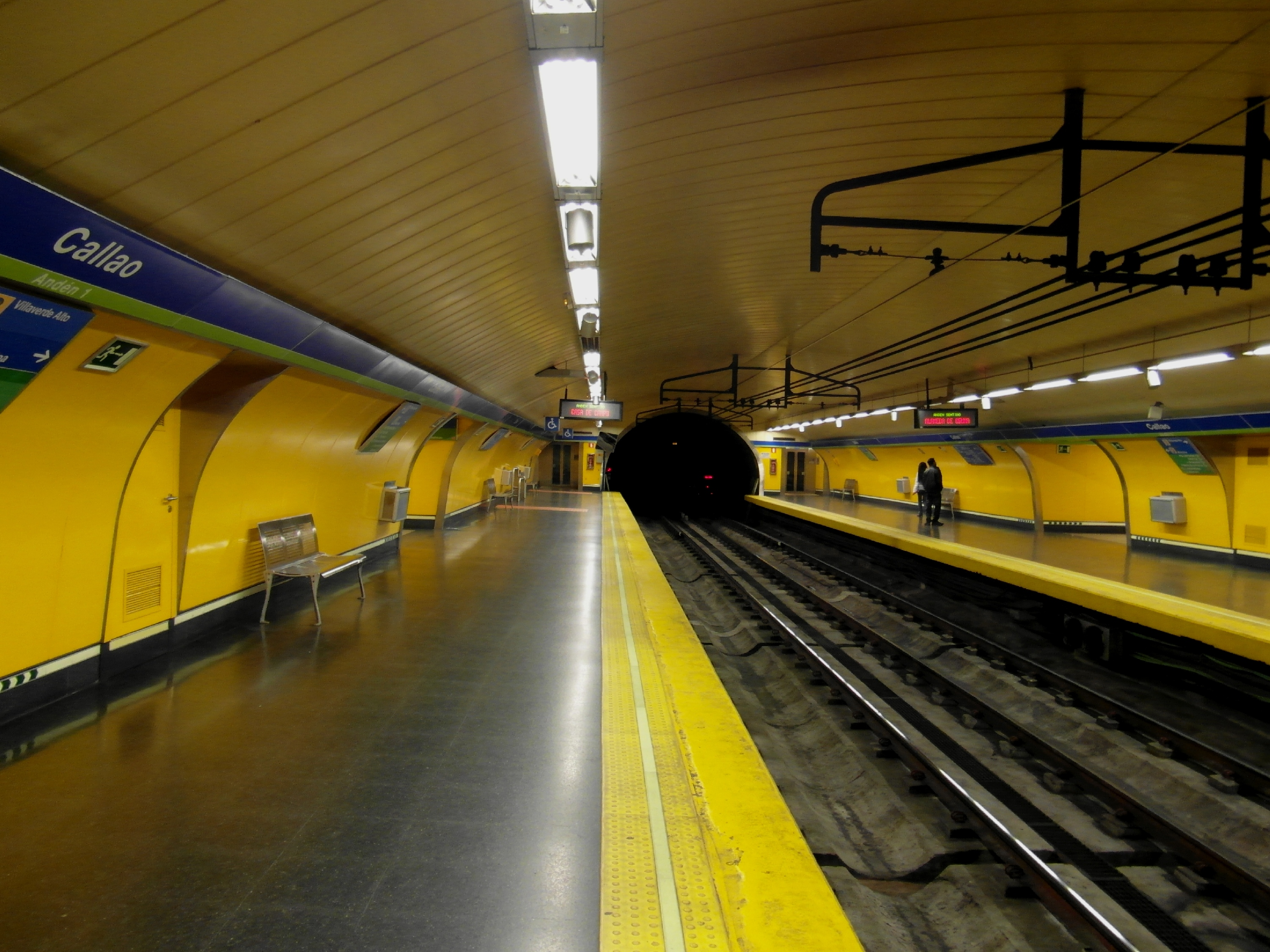
Sporen en perrons van lijn 5 in 2013